# Пархомчук Олена Станіславівна
Пархомчук Олена Станіславівна (16 березня 1966, Дятьково) — лауреат Державної премії України в галузі науки і техніки. Доктор політичних наук Професор Кафедри міжнародних відносин і зовнішньої політики Інституту міжнародних відносин Київського національного університету імені Тараса Шевченка.

## Біографія
Пархомчук Олена Станіславівна народилася 16 березня 1966 у м. Дятьково Брянська область. В 1988 р. закінчила Київський державний університет, романо-германський факультет. Працювала в ІСЕПЗС Академії наук України. Кандидат історичних наук (КНУ − 1992 р.). З 1992 р. в Київському національному університеті імені Тараса Шевченка як асистент, доцент, професор кафедри міжнародних відносин і зовнішньої політики Інституту міжнародних відносин. Проходила стажування у вищих навчальних та наукових закладах Великої Британії (університет м. Халл)
У 2006 році захистила докторську дисертацію на тему "Конверсія в контексті системної еволюції міжнародних відносин". Доктор політичних наук (КНУ — 2006 р.), звання професора по кафедрі міжнародних відносин і зовнішньої політики — 2010 р.
Лауреат державної премії України в галузі науки й техніки — 2012 р.
Лауреат міжнародного конкурсу «Коронація слова» — 2011 р.
Член спеціалізованої Вченої Ради за фахом «Політичні проблеми міжнародних систем та глобального розвитку»
Іноземні мови — англійська, німецька, іспанська.
Батько — Пархомчук Станіслав Максимович

## Спеціалізація
Міжнародні відносини, світова політика, демілітаризація і конверсія, політолог-міжнародник

## Нагороди
- Державна премія України в галузі науки й техніки — 2012
- Лауреат міжнародного конкурсу Коронація слова — 2011
- Почесна Медаль Київського Інституту міжнародних відносин — 2010
- Грант фонду «Филип Моррис Україна» — 2000

## Основні публікації
1. Пархомчук О. С. Системна еволюція міжнародних відносин і процеси демілітаризації та конверсії. Монографія К.: ВПЦ «Київський університет», 2006, 194 с.
2. Пархомчук О. С. Мілітаризм та проблема конверсії в глобальному світі. МонографіяК.: ВПЦ «Київський університет», 2004,247 с.
3. Коппель О. А., Пархомчук О. С. Міжнародні відносини XX століття (навчальний посібник).- К.: «ФАДА, ЛТД», 2008. −360 с.
4. Коппель О. А., Пархомчук О. С. Міжнародні системи та глобальний розвиток" (навчальний посібник). — К.; ВПЦ «Київський університет».-2006. — 314 с.
5. Коппель О. А., Пархомчук О. С. Міжнародні системи. Світова політика(навчальний посібник).- К.: «ФАДА, ЛТД», 2001. −260 с.
6. Українська дипломатична енциклопедія: у 2-х т. К.: Знання України, 2004 (в співавторстві)
7. Міжнародні відносини та зовнішня політика 1945-70-ті роки (підручник для студентів вищих закладів освіти)К.: «Либідь», 1999, Гриф МОН України (в співавторстві)
8. Міжнародні відносини та зовнішня політика 1975—2000 роки (підручник для студентів гуманітарних спеціальностей вищих закладів освіти)К.: «Либідь» 2001, Гриф МОН України (в співавторстві)
9. Міжнародні системи та глобальний розвиток. Підручник Навчальний посібникК.: ВПЦ «Київський університет». 2008, Гриф МОН України (в співавторстві)
10. Міжнародні відносини та світова політика. Підручник К.: ВПЦ «Київський університет». 2010, Гриф МОН України (в співавторстві)

## Джерело
- Указ Президента

| Володимир Вернадський | Це незавершена стаття про українську науковицю. Ви можете допомогти проєкту, виправивши або дописавши її. |